# L'Esclave rebelle
L'Esclave rebelle est une sculpture du grand peintre et sculpteur italien de la Renaissance Michel-Ange, conservée aujourd'hui au musée du Louvre à Paris, avec L'Esclave mourant.

## Historique
Ces deux figures d'esclaves (exécutées entre 1513 et 1516), destinées initialement au Tombeau de Jules II, furent écartées dès 1542 de la version définitive du tombeau.
Ces deux statues, qui restent inachevées, ont été offertes en 1546 par Michel-Ange à son ami Roberto Strozzi, qui, en exil, en a lui-même fait don au roi de France François Ier. Offertes ensuite par le roi Henri II au connétable Anne de Montmorency, qui au XVIe siècle les plaça en façade dans la cour intérieure du château d'Écouen, puis transmises par la suite au cardinal duc de Richelieu pour orner le château de la ville éponyme, elles seront saisies sous la Révolution en 1792 comme biens d'émigrés, et seront présentées au Louvre dès le 28 août 1794. 
La première statue fait 209 cm de haut.